# Захер (торт)
Торт «За́хер» (нім. Sachertorte) — широко відомий у світі шоколадний торт, типовий австрійський десерт; винахід кулінара та кондитера Франца Захера.

## Історія

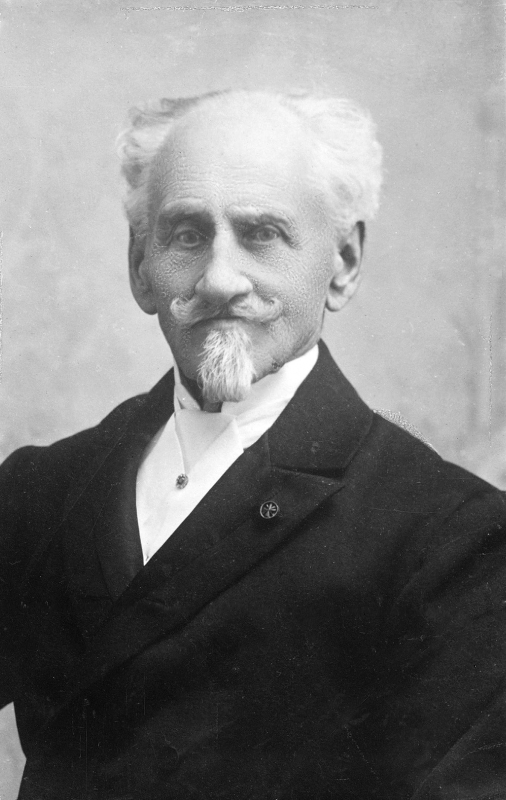
Франц Захер

### Винайдення десерту
Уже від початку XVIII ст. у кухарських книгах австрійської і віденської, зокрема, кухонь можна знайти передвісники торту «Захер», трохи згодом з'являються вже шоколадні торти, залиті глазур'ю.
У 1832 році міністр закордонних справ Меттерніх наказав своєму кухарю створити для нього і його поважних гостей незвичайний десерт. Однак шеф-кухар був хворим, і тому виконання завдання довірили 16-річному Францу Захеру (1816—1907), що саме навчався кондитерським премудростям на придворній кухні. І хоча торт сподобався гостям, про нього забули на десятки років.
Після завершення навчання Захер працював кухарем у будинках аристократів Пресбурга (сучасна Братислава, Словаччина), Будапешта тощо.
У 1848 році Ф.Захер повернувся до Відня, де відкрив власну крамничку делікатесів з винним погрібком.
Старший син Захера Едуард (1843—1892) здобув освіту в авторитетного віденського кондитера Демеля. Саме він став автором кінцевого рецепта торта, трохи змінивши початковий батьківський. Спершу десерт продавався в кондитерській Демеля, а з 1876 року переважно самим Едуардом Захером у віденському готелі «Захер». Відтоді торт став одним із найпопулярніших десертів Відня й Австрії в цілому.

### Судовий процес

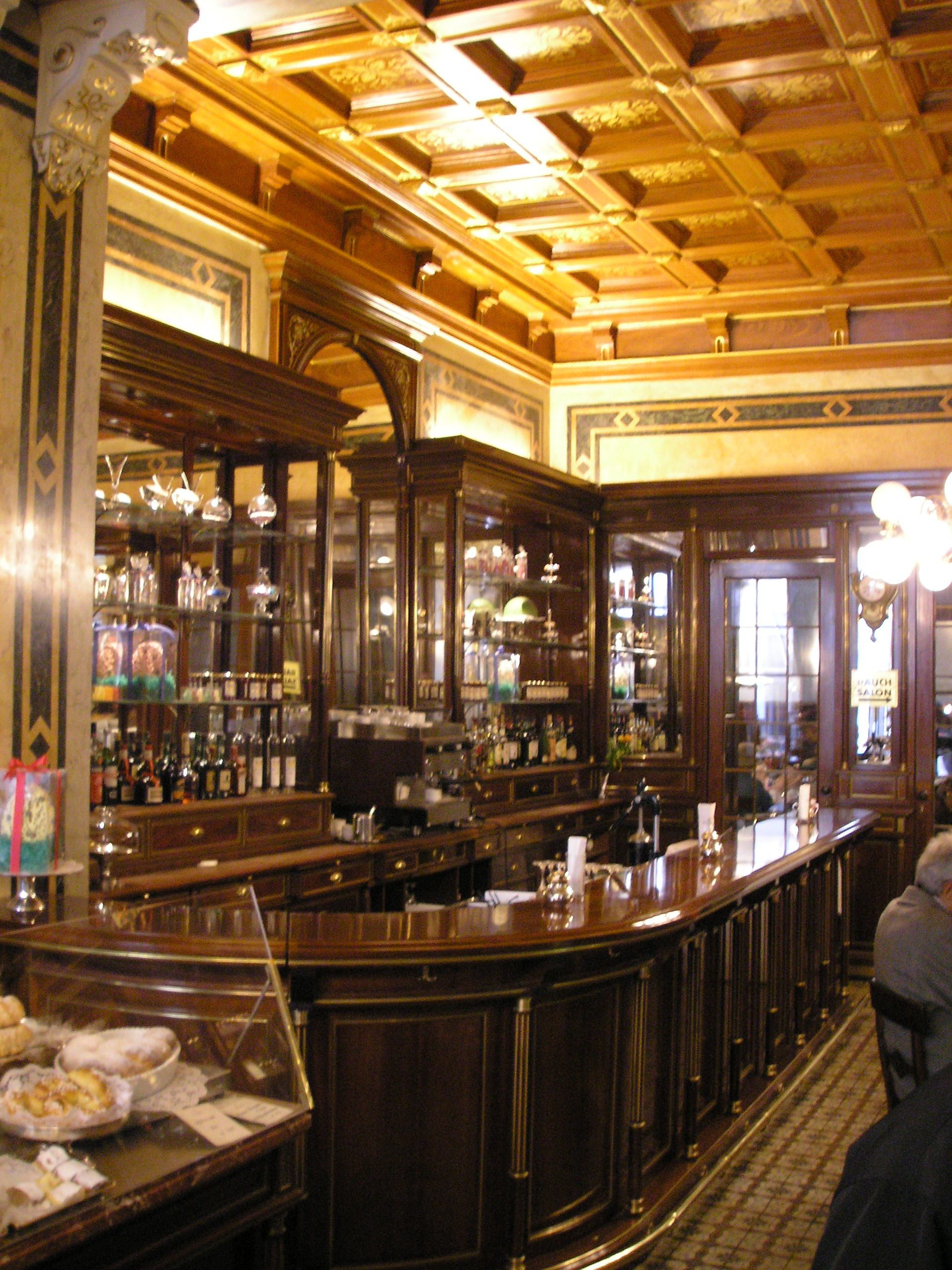
Кондитерська Демеля

Перші судові розбирання між Демелем і Захером за право називати рецепт оригінальним спалахнули в 1934 році. Едуард Захер під час навчання у Демеля трохи змінив рецепт торту.
Після смерті вдови Едуарда Анни Захер і банкрутства готелю «Захер» в 1934 році, їхній син, також Едуард, продав оригінальний рецепт Демелю. Саме з того часу демелівський торт почали продавати з шоколадною медаллю з надписом «Едуард Захер. Відень». Але в 1938 році нові власники готелю «Захер» зареєстрували назву десерту «Оригінальний торт Захера» (нім. Original Sacher-Torte) як торгову марку і почали не тільки подавати торт відвідувачам готелю, а виготовляти його на продаж.
Після затишшя, викликаного подіями Другої світової, суперечки щодо торта розпалилися з новою силою — в 1954 році власники готелю звинуватили кондитерську Демеля у використанні зареєстрованої назви, після чого знову почалась судова тяганина. Представник кондитерської Демеля стверджував, що в оригінальному рецепті Франца Захера не було другого шару абрикосового конфітюру посередині торту. Також у варіанті, прийнятому в готелі, вершкове масло було замінено звичайним маргарином, тому цей рецепт не може називатися справжнім.
Остаточної згоди дійшли в 1963 році: назву Original Sacher-Torte (з круглою шоколадною медаллю) зберегли за тортами, що готують у готелі «Захер», в той час, як торти з кондитерської Демеля мають бути прикрашені трикутною медаллю Eduard Sacher-Torte. Зараз цей варіант офіційно називається демелівським тортом «Захер» (Demel's Sachertorte).

## Рецепти
Торт «Захер» являє собою шоколадний бісквітний корж з одним або двома шарами абрикосового конфітюру, вкритий зверху і по боках шоколадною глазур'ю. Зазвичай його подають разом зі збитими вершками.
Головна відмінність між демелівським і «оригінальним» рецептами полягає в кількості шарів конфітюру: в готелі «Захер» торт розрізають горизонтально і мастять абрикосовим конфітюром, в той час, як у демелівському торті (який продовжують виготовляти по-дідівськи — виключно вручну) шар конфітюру кладуть лише на поверхню десерту безпосередньо перед заливанням його глазур'ю.
Крім того, існує безліч рецептів, які намагаються повторити оригінальний рецепт торта «Захер».
У рамках проєкту «Грац — Культурна столиця Європи 2003» було виготовлено торт «Захер-Мазох», названий на честь австрійського письменника Л. Захер-Мазоха. У цьому десерті використовувався вже смородиновий конфітюр і марципан.

## Виробництво і продаж

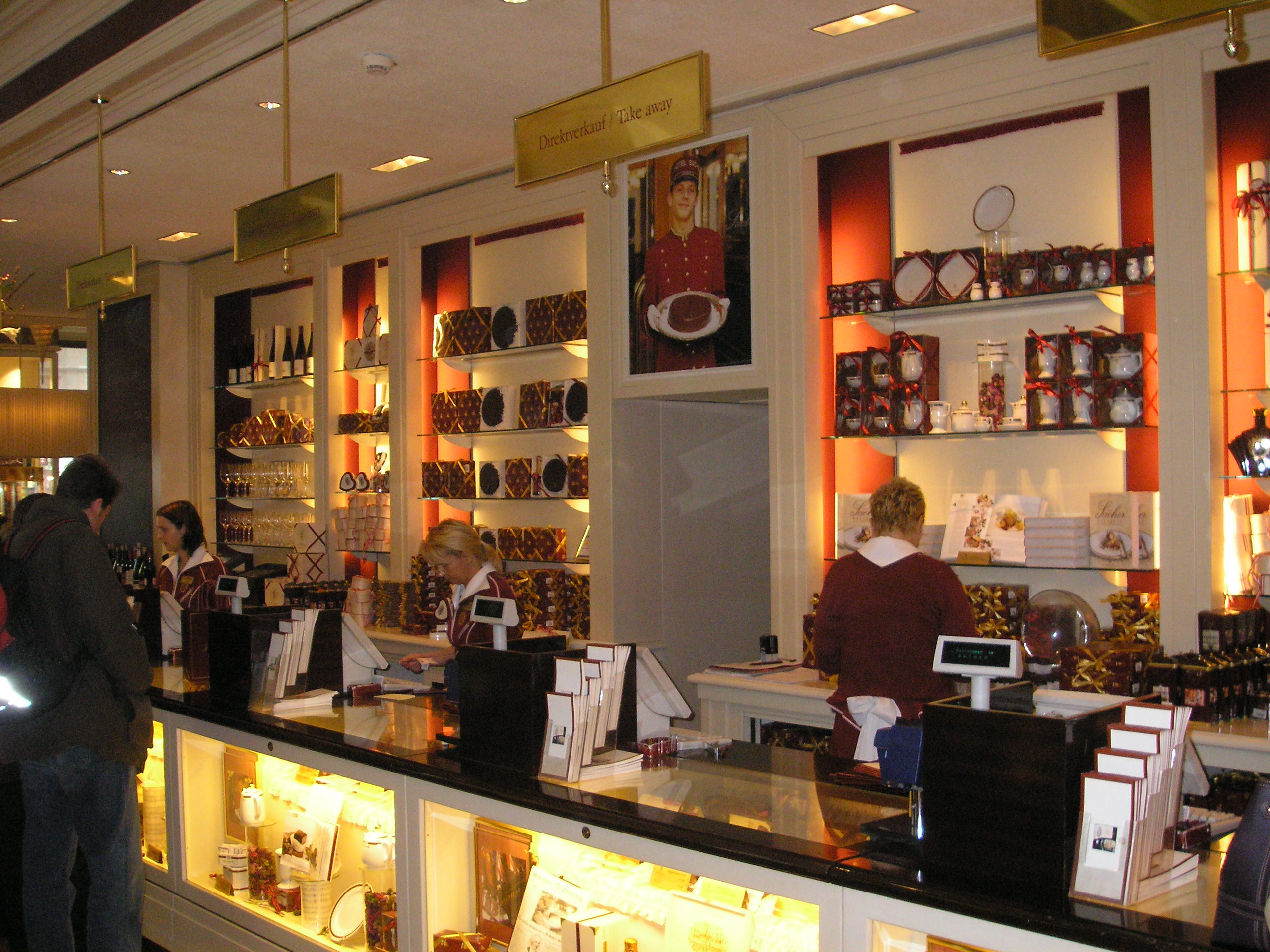
Крамниця і кав'ярня «Захер» у Відні

Original Sacher-Torte можна придбати в готелі «Захер» у Відні та Зальцбурзі, у кав'ярні «Захер» в Інсбруку та Ґраці, у крамниці «Захер» в італійському Больцано, а також крамницях безмитної торгівлі (Duty free) віденського аеропорту «Швехат», інтернет—крамниці готелю «Захер».
Рецепт «оригінального» торту «Захер» зберігається в таємниці. Знавці висловлюють припущення, що основний секрет полягає в шоколадній глазурі, яка виготовляється з трьох сортів шоколаду, що виробляються винятково для глазурі торту «Захер». Ці сорти шоколаду надходять до готелю з Любека і Бельгії.

Торт «Захер» із київського супермаркету «Велика Кишеня»

У 1998 році до Книги рекордів Гіннесса було занесено найбільший торт «Захер» діаметром 2,5 м. Найвищий весільний торт «Захер» складався з 12 «поверхів».
З 1999 року торти випікають не в підвалі готелю, а в невеликій прибудові поруч із Віденським центральним цвинтарем у міському районі Зіммерінг. У 2003 році для розрізання тортів запроваджено машину.
Щорічно в готелі «Захер» виробляють близько 300 000 тортів, на що йде 1,2 млн яєць, 80 тонн цукру, 70 тонн шоколаду, 37 тонн абрикосового конфітюру, 25 тонн масла та 30 тонн борошна.
Торт «Захер» натепер відомий не лише в оригінальній версії (як один із численних віденських сувенірів) — зараз «несправжні» захерівські торти можна придбати навіть у супермаркетах Києва.

## На теренах СРСР
У Радянському Союзі, особливо в радянській Україні, торт за цим рецептом був найбільш масовим і популярним серед тортів інших сортів, завдяки своїй здатності довго зберігатися не псуючись. Він вироблявся на кондитерських підприємствах та пекарнях у великій кількості, у численних варіаціях рецепта та з відхиленнями та порушеннями технології ГОСТ'у та складових речовин, та надходив у торгову мережу, але ніколи під своєю початковою назвою. У СРСР він офіційно звався «празький торт». Технологія «празького торта», затверджена ГОСТ'ом, мала деякі відмінності від оригінального австрійського рецепта — зокрема, використання крему, що до складу торту Захер узагалі не входив.